# تيبور جاسبر
تيبور جاسبر (بالمجرية: Gáspár Tibor)‏ هو ممثل مجري، ولد في 2 سبتمبر 1957 في Szentes ‏ في المجر.

## وصلات خارجية
- تيبور جاسبر على موقع IMDb (الإنجليزية)
- تيبور جاسبر على موقع قاعدة بيانات الفيلم (الإنجليزية)